# Marcus Sabidius Maximus
Marcus Sabidius Maximus (vollständige Namensform Marcus Sabidius Marci filius Aemilia Maximus) war ein im 2. Jahrhundert n. Chr. lebender Angehöriger der römischen Armee. Durch eine unvollständig erhaltene Inschrift, die in Scampa (heute Elbasan in Albanien) gefunden wurde, ist seine militärische Laufbahn bekannt.
Maximus trat als einfacher Soldat in die Legio XI Claudia ein, die ihr Hauptlager in Durostorum in der Provinz Moesia inferior hatte. In dieser Legion wurde er mehrmals befördert und erreichte die folgenden Positionen (in dieser Reihenfolge): Signifer, Cornicularius, Optio ad spem ordinis und zuletzt Centurio.
Unter Hadrian (117–138) wurde er in die Legio III Gallica versetzt, die ihr Hauptlager in Raphaneia in Syria hatte (promoto a divo Hadriano in legionem III Gallicam) und erhielt vom Kaiser für seine Leistungen während des Bar-Kochba-Aufstands (ob victoriam Iudaicam) folgende militärische Auszeichnungen: Torques, Armillae, Phalerae und eine Corona muralis.
Im Anschluss diente Maximus als Centurio in der Legio IIII Scythica, die ihr Hauptlager in Zeugma in Syria hatte und danach in einer weiteren Legion, deren Nummer mit 'I' beginnt, deren Name in der Inschrift aber nicht erhalten ist. Unter Antoninus Pius (138–161) wurde er in drei weitere Legionen versetzt (promoto ab Imperatore Antonino). Die Namen der ersten beiden Legionen sind in der Inschrift nicht erhalten; zuletzt diente er in der Legio XIII Gemina, die ihr Hauptlager in Apulum in Dacia superior hatte.
Maximus war in der Tribus Aemilia eingeschrieben und stammte vermutlich aus Dyrrhachium. Er diente 40 Jahre in der Armee, davon 20 Jahre als Centurio (XX continua XL). Sein Grab wurde von einer Person namens Valer[ius/-a] errichtet; der Platz dafür wurde von den Mitbewohnern des Vicus von Scampa zur Verfügung gestellt (locus datus a convicanis Scampensibus).
Die Inschrift und damit das Todesdatum kann in die Regierungszeit des Kaisers Antoninus Pius (138–161) datiert werden. James Robert Summerly datiert die Laufbahn von Maximus als Centurio zwischen 132 und 152.
Durch eine weitere, unvollständig erhaltene Inschrift, die in Corinium Dobunnorum gefunden wurde, ist ein Sabidius Maximus belegt, der dem Gott Silvanus einen Altar weihte; möglicherweise ist dieser Sabidius Maximus mit dem Centurio Marcus Sabidius Maximus identisch.